# Jungnogwon
Jungnokwon (auch Juknokwon) ist ein Bambuswald in Damyang (Süd-Jeolla, Südkorea). Der Bambuswald umfasst eine Fläche von 31 ha und wurde im März 2003 als Naherholungsgebiet und Touristenattraktion eröffnet. Im Wald gibt es acht Pfade, denen man folgen kann. Direkt an den Wald angebunden ist das Siga-Munhwachon, ein nachgebautes Dorf, in dem die historische Kultur Damyangs erlebbar wird.
Im Wald gibt es ein Café im Lee Lee-nam Media Art Center, das unter anderem Bambusblatt-Eiskrem anbietet. Weiterhin befinden sich in der Nähe des Waldes einige Restaurants für Tteok-galbi, eine Spezialität der Region aus gegrilltem Hackfleisch aus der Rinderquerrippe.
Der Bambuswald ist ein beliebtes Touristenziel. Teile des Films Ghosts of War (2004) wurden hier gedreht. Außerdem ist der Bambuswald Ziel beliebter Fernsehsendungen und Drehort weiterer K-Dramen.

## Galerie

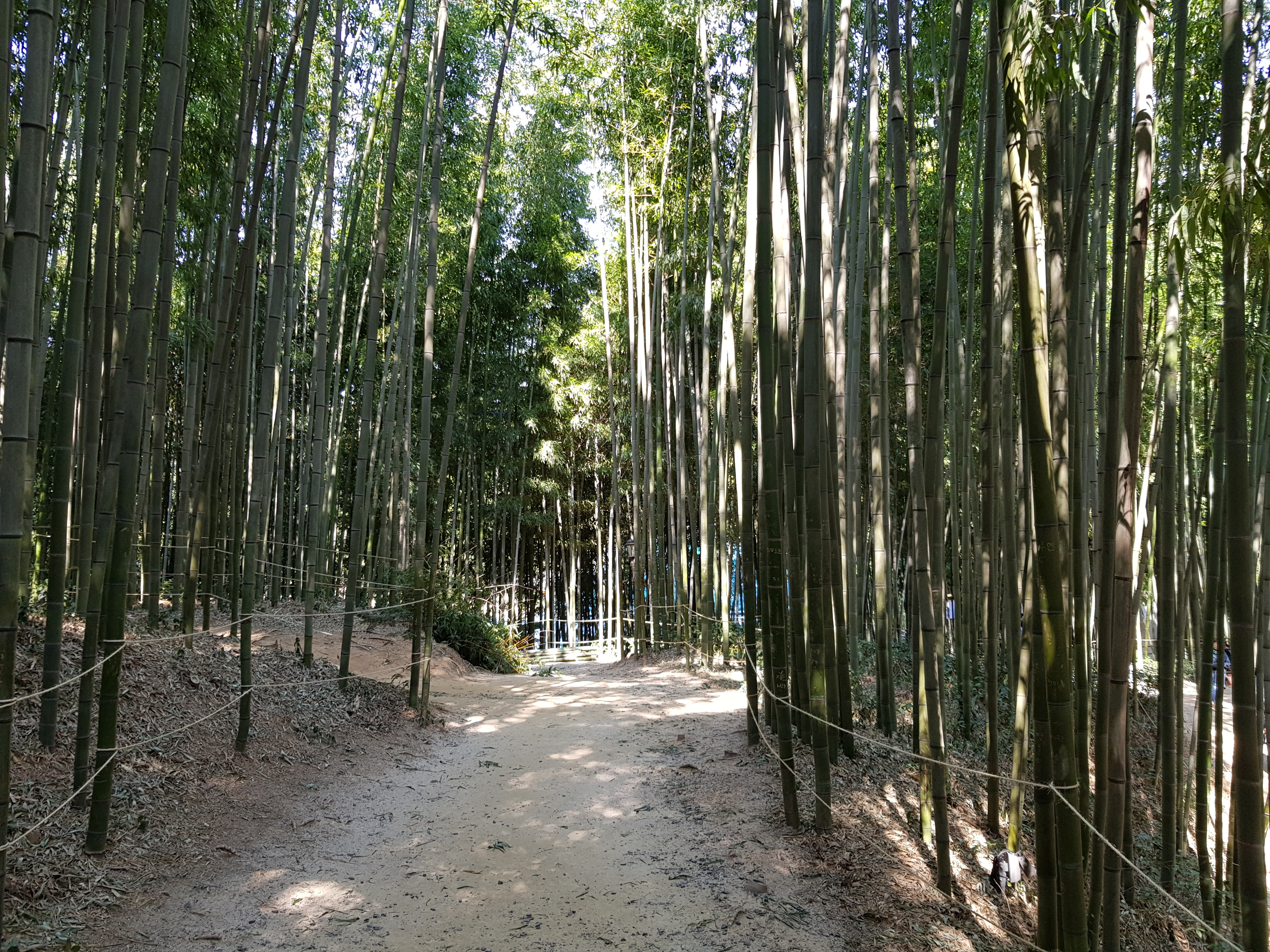
Pfad im Wald
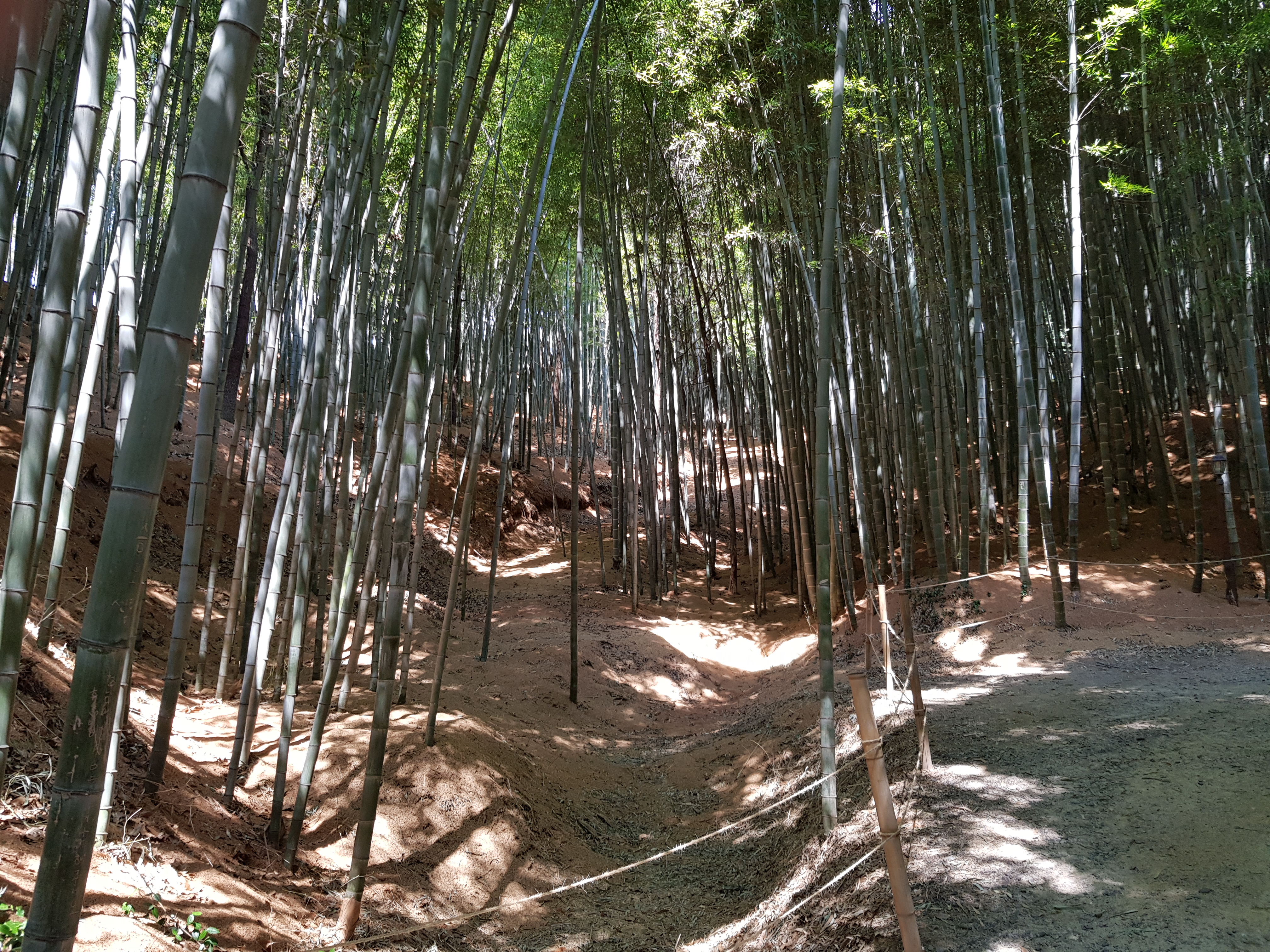
Bambusbäume
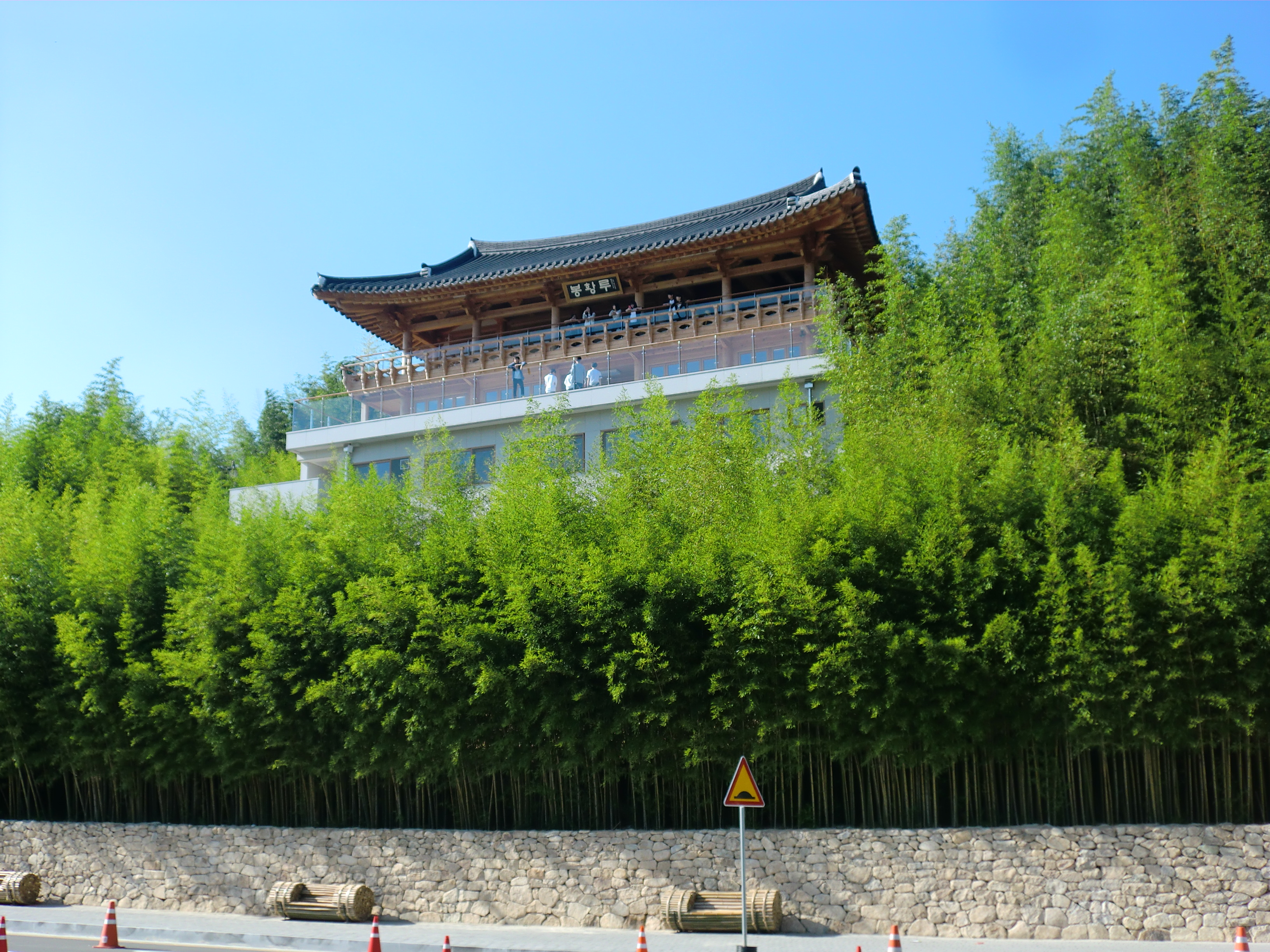
Eingang zum Wald
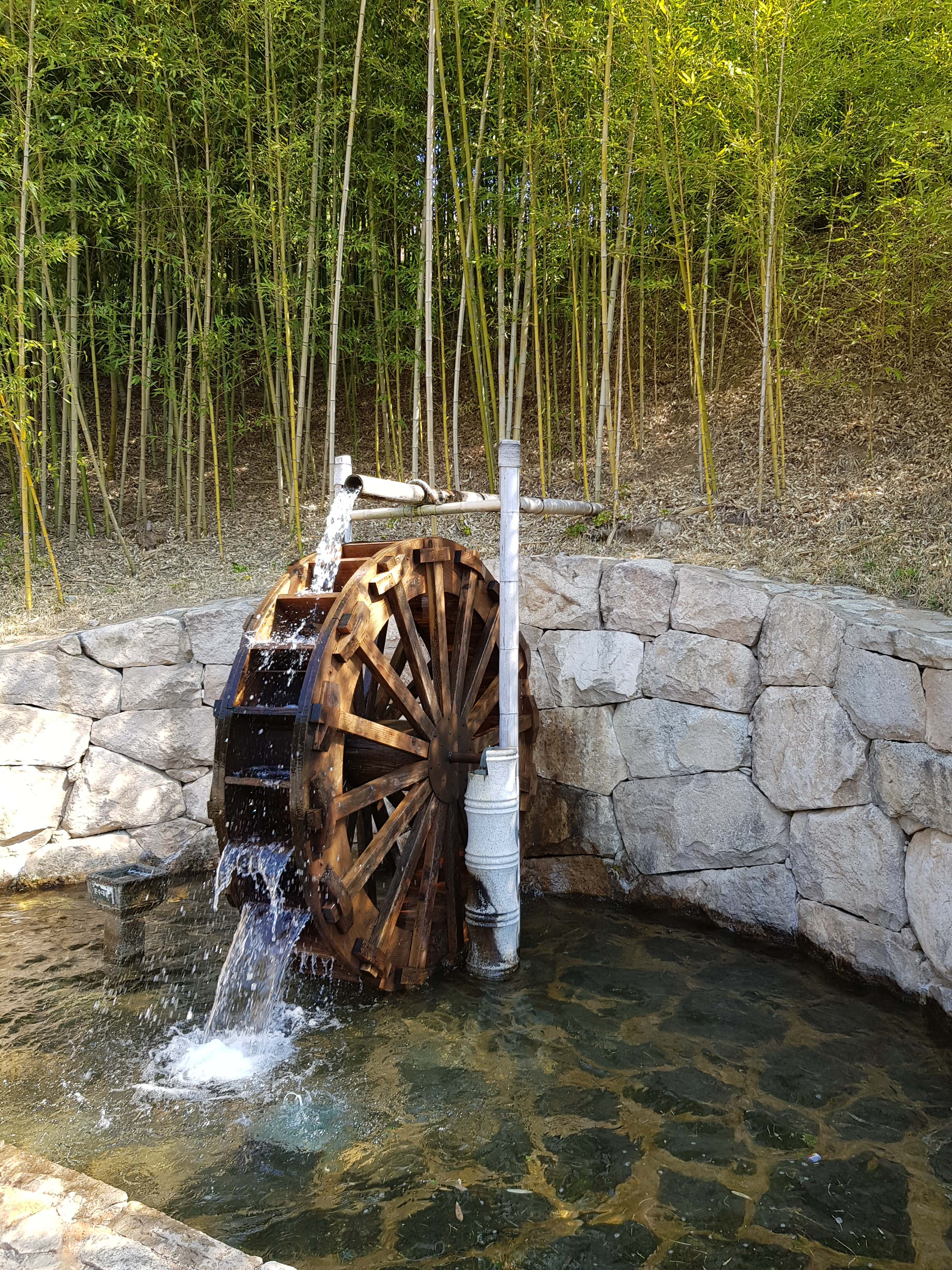
Glücksbrunnen nahe Eingang
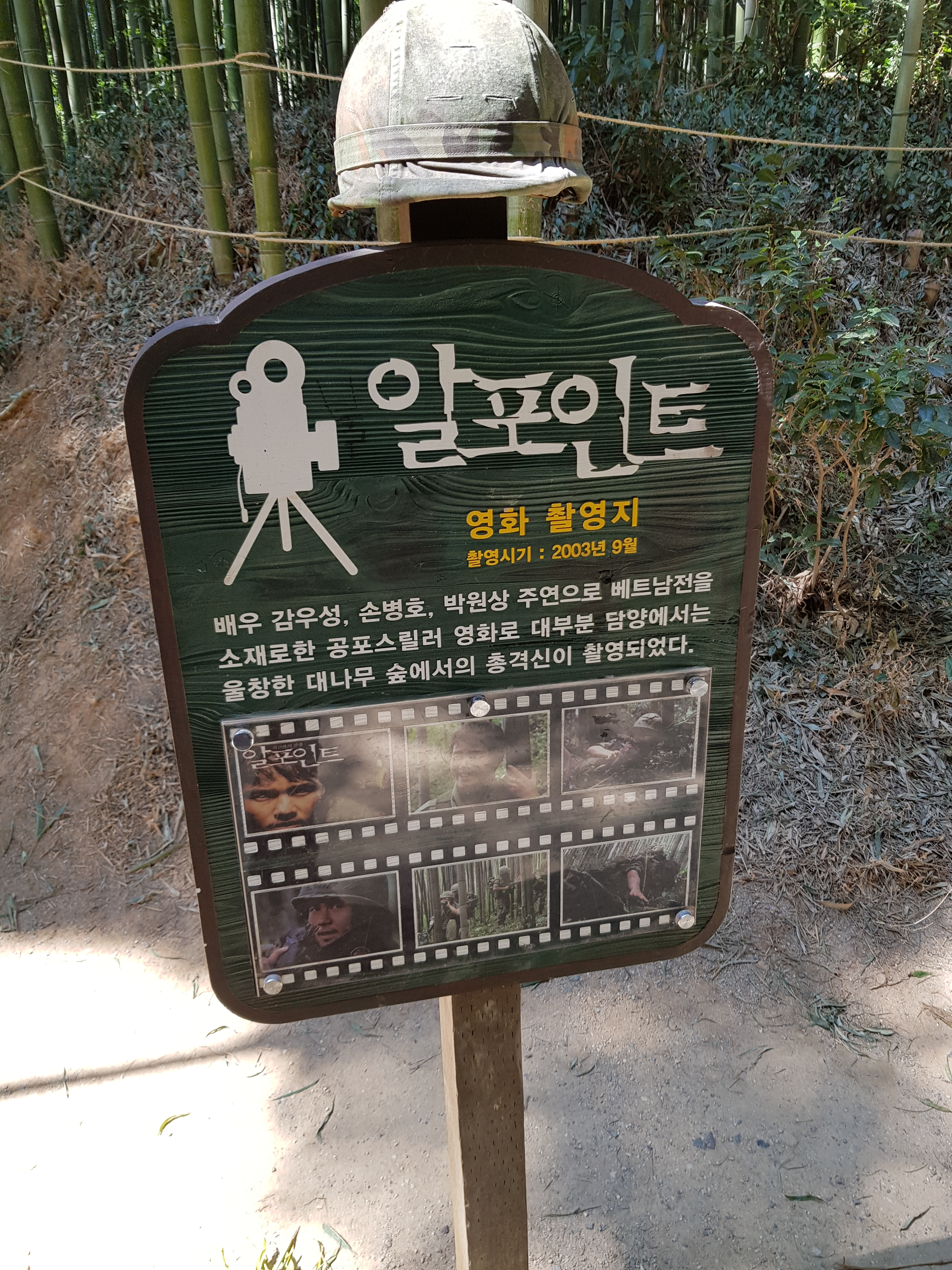
Hinweis auf die Dreharbeiten an Ghost of War
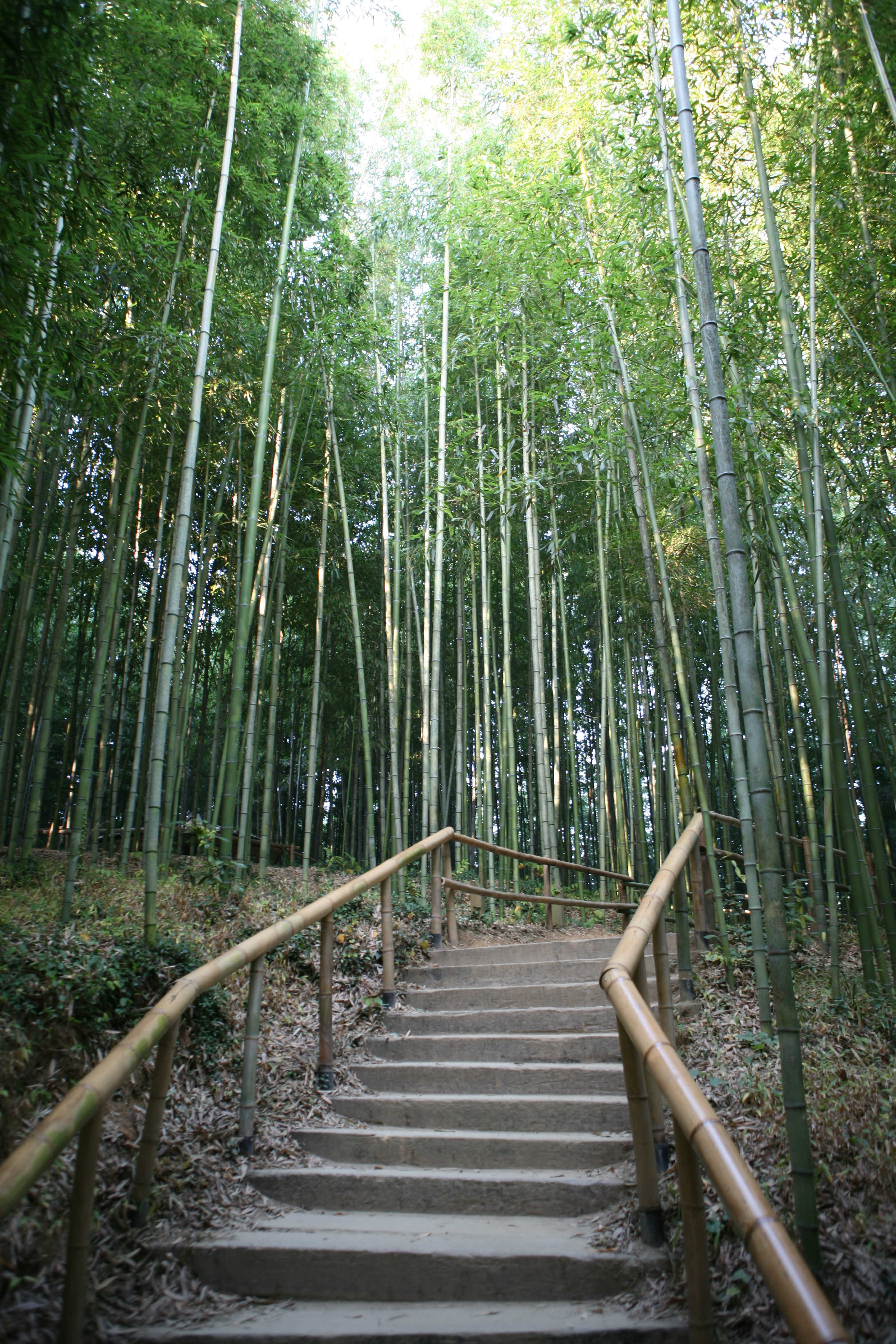
Treppe
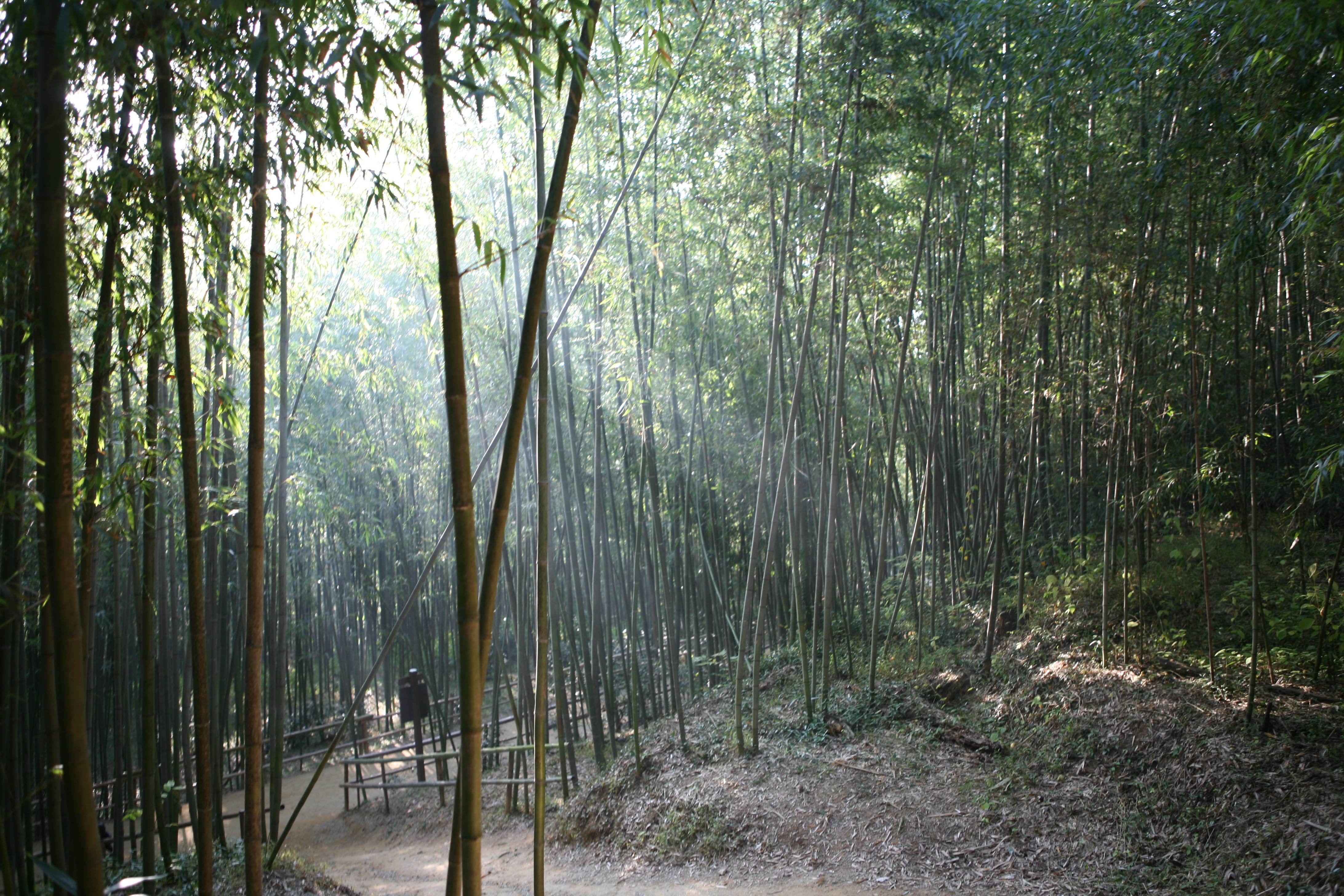
Pfad